# Galidia elegans
Galidia elegans (червона вонціра) — вид котовидих родини Фаланукові, ендемічний острова Мадагаскар, де він широко розповсюджений у східних, північних і західних лісах від рівня моря до, приблизно, 1950 м над рівнем моря на гірському масиві Андрінгітра. Проживає у вологих тропічних низинних та гірських лісах і в сухих тропічних листяних лісах на заході ареалу. Спостерігався у вторинних лісах а також на узліссях, але тільки в безпосередній близькості до незайманих лісів.

## Морфологія
Морфометрія. Довжина голови й тіла: 380 —мм, довжина хвоста: 303 —мм, вага: 700—900 грамів.
Опис. Основний колір хутра темно-каштаново-коричневий. Відрізняється від інших видів підродини Galidiinae тим, що має коротші пальці, коротші кігті, і волохатіші підошви. Також менші нижні ікла. Від роду Salanoia, Galidia відрізняється смугастим хвостом і дуже малим другим верхнім премоляром. Препарування двох особин вказує на наявність запахових залоз, тісно пов'язаних із зовнішніми статевими органами, у самців, але не у самок.

## Поведінка
Наземний, денний (хоча може бути активним і вночі) вид. Вміло лазить по деревах, а також плаває. Є спостереження як Galidia elegans ловить прісноводних раків. Також відомий, тим, що порпається в смітті залишеному людьми поблизу таборів у первинних лісах. Тварини зазвичай проводять ніч у норах у лісі. Хоча іноді живе поодиноко, це загалом соціальний вид, що зазвичай живе парами з нащадками аж до трьох поколінь. Здатний підійматися і спускатися по вертикальних стовбурах всього 4 см в діаметрі. Харчується в основному дрібними ссавцями, птахами та їх яйцями, і жабами, раціон також включає фрукти, рибу, рептилій і безхребетних.

## Життєвий цикл
Парування відбувається на з квітня по листопад, дітонародження — з липня по лютий. Вагітність триває 79–92 днів, народжується один малюк вагою 50 грамів. Фізична зрілість досягається за 1 рік, а статева за 2 роки. Одна тварина жила в неволі протягом 24 років і 5 місяців.

## Загрози та охорона
Як і для більшості лісових тварин Мадагаскару, серйозною загрозою для цього виду є вирубування лісів. Піддається переслідуванню за набіги на свійську птицю і вбивається собаками, що супроводжують мисливців у лісі. Деякі частини тварин (наприклад, хвіст) використовують для культурних цілей деякі місцеві племінні групи. Також загрозою є хижацтво з боку здичавілих кішок, псів і малої індійської цівети (Viverricula indica). Проживає на кількох природоохоронних територіях.

## Етимологія
Наукова назва походить від дав.-гр. γαλῆ — «ласиця». Вернакулярна назва вонцира (vontsira) — малагаська назва деяких тварин із підродини Galidiinae.